# 세인트 조지프 대학교 (베이루트)
세인트 조지프 대학교(Saint Joseph University)는 레바논의 수도 베이루트에 있는 사립 대학교이다. 1875년 첫 개교되었다.

## 같이 보기
- 레바논의 기독교